# Орден Підв'язки
Найблагородніший Орден Підв'язки або Найшляхетніший Орден Підв'язки (англ. The Most Noble Order of the Garter) — вищий лицарський орден Великої Британії. Один з найдавніших орденів у світі. Усього за статутом лицарів Найшляхетнішого ордену Підв'язки не може бути понад 25, включаючи монарха.
За статутом суверен особисто вибирає 24 членів ордену, яких називають компаньйонами, без жодних консультацій з міністрами. Інші члени королівської сім'ї та іноземні монархи, як правило, стають молодшими членами ордену.
У міру відходу з життя старих орденоносців, монарх нагороджує нових. Зазвичай, його рішення стає надбанням громадськості в день святого Георгія.
У червні новообрані лицарі і дами беруть участь у процесії у Віндзорському замку, де їм вручається церемоніальна підв'язка і зірка — символ ордену.
Серед лицарів ордену — колишні прем'єр-міністри Великої Британії Едвард Гіт, баронеса Маргарет Тетчер і сер Джон Мейджор, а також баронеса Соамс — дочка сера Вінстона Черчилля.

## Історія
Заснований королем Едуардом III 23 квітня 1348 року на славу Бога, Пресвятої Діви і св. мученика Георгія, покровителя Англії, з метою «з'єднати деяке число гідних осіб для здійснення добрих справ і пожвавлення військового духу».
Є низка легенд про походження Ордена, найвідоміша пов'язана з графинею Солсбері. Під час танцю з королем вона впустила підв'язку і навколишні засміялися, король же підняв підв'язку і пов'язав її на власну ногу зі словами: «Honi soit qui mal y pense» («Ганьба тому, хто погано про це подумає»), що стали девізом ордену.
Відповідно до іншої легенди, ще наприкінці XII століття Річарду I, під час хрестового походу, явився Св. Георгій і вказав зав'язати підв'язки на ногах його лицарів.
Більшість британських орденів є спільними для всього Сполученого Королівства, за винятком Ордена Підв'язки, який є суто англійським. Його еквівалент в Шотландії — Орден Будяка, що існує з 1687 р., в Ірландії — Орден Святого Патріка, що існував з 1783 р. (після здобуття незалежності Ірландією ним перестали нагороджувати і останній його лицар помер у 1974 р).
Кількість членів Ордену обмежена — ними є Глава ордену (монарх) і не більше 25 компаньйонів. Компаньйонами можуть бути як лицарі, так і леді.
Додатковими учасниками Ордена можуть ставати також члени Британської королівської сім'ї та іноземні монархи.
Московський цар Петро I відмовився від ордена Підв'язки, запропонований йому королем Англії, оскільки вважав, що це перетворювало його в підданого британської корони. І заснував свій орден Святого апостола Андрія Первозванного.
Лицарями ордена Підв'язки є члени королівської родини: герцог Единбурзький — чоловік королеви, принц Чарльз, посвячений в лицарі Підв'язки в 1968 році, принцеса Анна. З іноземних монархів ордена відзначений король Норвегії Гаральд V і король Іспанії Хуан Карлос I. У Російській імперії кавалерами ордена Підв'язки стали Олександр I (1813), Микола I (1827) і Олександр II (1862).

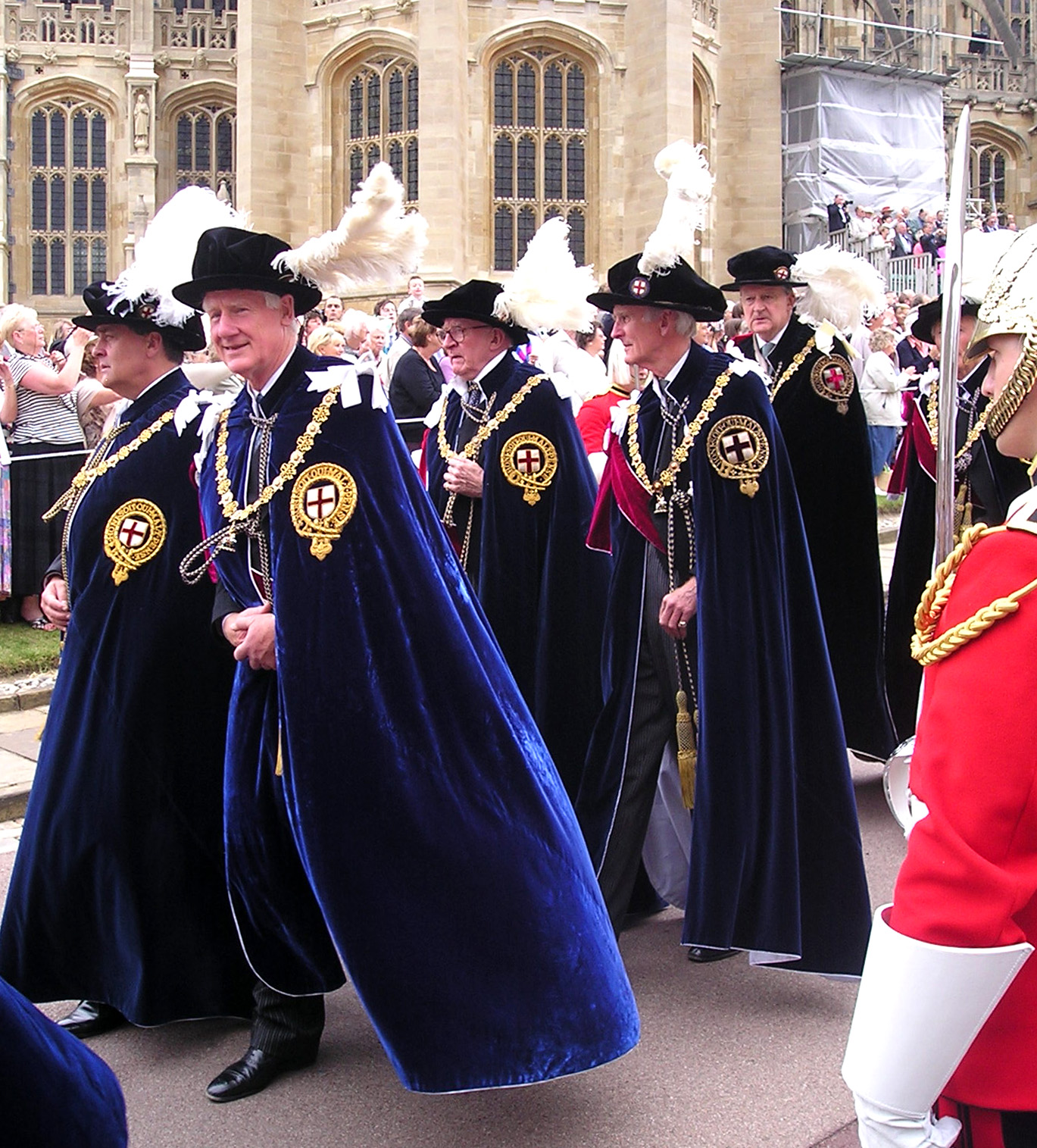
Лицарі компаньйони біля капели святого Георгія

Членство в Ордені надається особисто сувереном (членство в інших британських лицарських орденах, зазвичай, присвоюється за поданням прем'єр-міністра).

## Знаки ордену
- Стрічка з темно-синього (майже чорного) оксамиту з витканою золотом облямівкою та золотим написом: «Honi soit qui mal y pense»; її носять нижче лівого коліна і прикріплюють золотою пряжкою (жінки носять її на лівій руці). У сучасній французькій мові перше слово девізу пишеться як «honni», але на стрічці збережена орфографія часу створення Ордену.

- Золотий, прикрашений діамантами медальйон із зображенням св. Георгія, на темно-синій стрічці, а на лівій стороні грудей — срібна зірка з червоним георгіївським хрестом. Підв'язка надівається у протокольних випадках.
- Існують і інші емблеми Ордену (плащ, стрічка, тощо).